# Slavia Praga (hokej na lodzie)

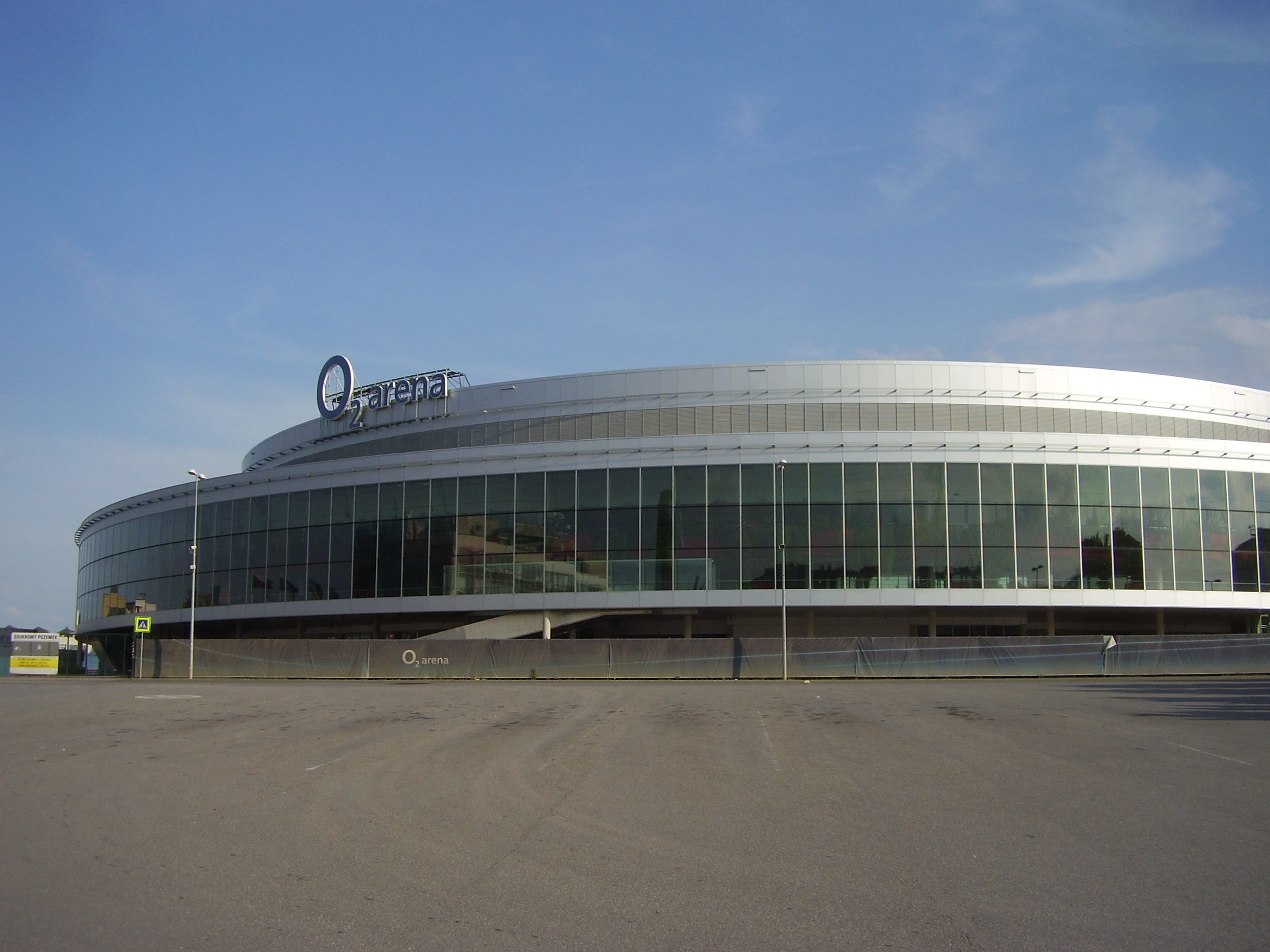
O2 Arena - widok z zewnątrz.

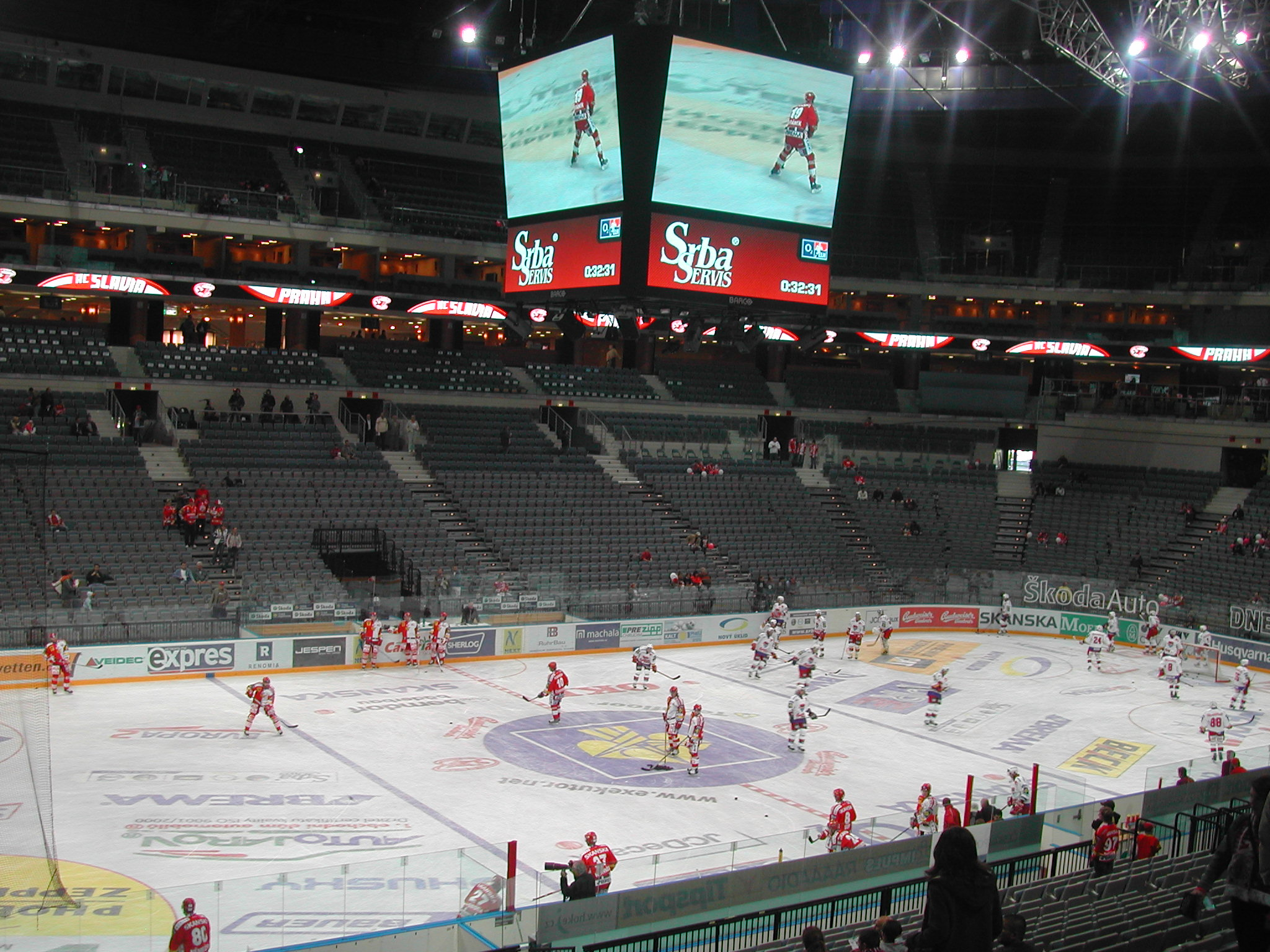
Mecz Slavia Praga - HC Czeskie Budziejowice (2007)

Slavia Praga – czeski klub hokejowy z siedzibą w Pradze.

## Informacje ogólne
- Nazwa: HC Slavia Praga
- Rok założenia: 1900
- Barwy: czerwono-białe
- Adres: Vladivostocká 1460/10, Praha 10 - Vršovice, 100 00
- Lodowisko:  Zimní stadion Eden
- Pojemność 4000[1]

## Sukcesy
- Puchar Tatrzański (2 razy): 1930, 1934
- Złoty medal mistrzostw Czech (2 razy): 2003, 2008
- Srebrny medal mistrzostw Czech (3 razy): 2004, 2006, 2009
- Brązowy medal mistrzostw Czech (2 razy): 2010, 2013
- Mistrzostwo 1. ligi: 1994

## Dotychczasowe nazwy klubu
- Slavia Praga (1900−1948)
- Sokol Slavia Praga (1948−1949)
- Dynamo Slavia Praga (1949−1953)
- Dynamo Praga (1953−1965)
- Slavia Praga (1965−1977)
- Slavia IPS Praga (1977−1993)
- HC Slavia Praga (od 1993)